# Chè đậu đỏ
Chè đậu đỏ hoặc súp đậu đỏ (tiếng Trung: 紅豆汤, bính âm: Hóng dòu tāng) là một món ăn phổ biến tại khu vực Đông Á có xuất xứ từ Trung Quốc. Món ăn này thường được ăn lạnh vào mùa hè và ăn nóng vào mùa đông. Chè đậu đỏ còn sót lại cũng có thể được đông lạnh thành đá viên và là một món tráng miệng phổ biến.
Trong ẩm thực Quảng Đông, món súp đậu đỏ được làm đường đá, vỏ quýt phơi khô và hạt sen thường được phục vụ làm món tráng miệng vào cuối bữa ăn. Các biến thể khác được có thêm các thành phần như sago, bột năng, nước cốt dừa, kem, sủi dìn hoặc nếp cẩm. Hai loại đường có thường được sử dụng thay thế cho nhau là đường phèn và đường cát.

## Món ăn tương tự
Cháo đậu đỏ không đường làm từ đậu đỏ và gạo cũng là món ăn phổ biến tại Trung Quốc và Đông Á. Nhật Bản có một biến thể tương tự gọi là Shiruko. Nó được gọi là hồng đậu chúc (tiếng Trung: 红豆粥; bính âm: hóngdòuzhōu) trong tiếng Trung, patjuk (팥죽) trong tiếng Hàn, và azukigayu (小豆粥) trong tiếng Nhật.